# ميخائيل روبرتسون (رامي القرص)
ميخائيل روبرتسون (بالإنجليزية: Michael Robertson)‏ هو رامي القرص أمريكي، ولد في 19 ديسمبر 1983 في بيبي في الولايات المتحدة.

## وصلات خارجية
- ميخائيل روبرتسون على موقع الاتحاد الدولي لألعاب القوى (الإنجليزية)
- ميخائيل روبرتسون على موقع اللجنة الأولمبية الدولية (الإنجليزية)
- ميخائيل روبرتسون على موقع أوليمبيديا (الإنجليزية)
- ميخائيل روبرتسون على موقع اللجنة الأولمبية والبارالمبية الأمريكية (الإنجليزية)